# David Jiménez Rodríguez
David Alejandro Jiménez Rodríguez (Cartago, 15 de abril de 1992), más conocido como «Medallita», es un boxeador profesional costarricense. David ha sido por muchos años el referente del boxeo olímpico en Costa Rica, y fue el único pugilista costarricense en conseguir una medalla en Campeonato Mundial de Boxeo Aficionado. Acreedor de la medalla de bronce en el XVII Campeonato Mundial de Boxeo Aficionado 2013 Almaty, Kazajistán, medalla de bronce en los Juegos Panamericanos del 2015 en Toronto, Canadá. Además, por 4 años estuvo en el Top 5 del ranking de la Asociación Internacional de Boxeo, logrando su mejor posición en el número 3 del mundo. Actualmente David Jiménez es Campeón Mundial (Int) de la Asociación mundial de Boxeo (WBA). 

## Biografía
Es hijo de Ana María Rodríguez y Alejandro Alberto Jiménez Abarca. Nació en Cartago, el 15 de abril de 1992. Tiene 2 hermanos Andrey Guillén Rodríguez y Asly Paola Jiménez Rodríguez. Sus primeros pasos en el deporte fueron en el fútbol y fue parte de varios equipos en su natal Cartago, pero se fue desanimando al no lograr la titularidad, es ahí donde a muy corta edad da sus primeros pasos en el boxeo donde pronto los entrenadores ven grandes cualidades y virtudes en David para este deporte.
Su apodo de “Medallita” se debe a que David insistentemente le pedía a su entrenador y formador Freddy "Mecánico" Acevedo, que le regalará una medalla para impresionar a sus amigos en el pueblo, tras mucho insistir su entrenado finalmente le regaló una medalla, ante tal gesto David rompió en llanto y esta medalla se convirtió en el mayor tesoro, la limpiaba y pulía diariamente y la exhibía a todos en su pueblo y diciendo que era campeón nacional de boxeo. La gente del pueblo al ver a ese niño que limpiaba insistentemente su medalla y la enseñaba a quien pasara a su lado con gran orgullo, por cariño le apodaron "Medallita"
David se casó con su novia de adolescencia Daniela Cubillo Barquero, quién ha sido un pilar fundamental en su trayectoria ya que desde su inicio en el boxeo siempre lo apoyó, incluso por un periodo de tiempo trabajó para asumir los gastos del hogar, para que David se dedicará de lleno a su sueño deportivo. En el 2015 tuvieron su primer hijo Daryel Alejandro Jiménez Cubillo y están esperando una niña para finales del 2019.

## Carrera amateur
David "Medallita" Jiménez comenzó a boxear a los 12 años de edad luego de buscar una oportunidad en el Comité Cantonal de Deportes y Recreación de Cartago.
En el 2008 fue Campeón Nacional Categoría Cadete realizado en San Ramón, un año después ganó el Campeonato Nacional Juvenil efectuado en Quepos 2009. David "Medallita" Jiménez cosechó un récord de más de 350 peleas como boxeador Amateur de las cuales perdió únicamente de 35 combates.

## Carrera profesional
- El 16 de febrero de 2019 hizo su debut profesional en su natal Cartago en un evento organizado por su promotora Fight Club Promotions, frente al Patrimonio Nacional las Ruinas de Cartago. Se enfrentó al mexicano Emannuel "Korsan" Villamar, con un récord de 17 peleas profesionales (10-7-0) y ganó por nocaut en el tercer episodio.[3]

### Títulos nacionales
- Medalla de Oro en los Juegos Deportivos Nacionales de Costa Rica, 2013.
- Medalla de Oro en los Campeonato Nacional Mayor de Boxeo, 2013.
- Medalla de Oro en los Juegos Deportivos Nacionales de Costa Rica, 2012.
- Medalla de Oro en los Campeonato Nacional Mayor de Boxeo, 2012.
- Medalla de Oro en los Juegos Deportivos Nacionales de Costa Rica, 2011.
- Medalla de Oro en los Campeonato Nacional Mayor de Boxeo, 2011.
- Medalla de Oro en los Campeonato Nacional Mayor de Boxeo, 2010.
- Medalla de Oro en los Campeonato Nacional Juvenil de Boxeo, 2009.
- Medalla de Oro en los Campeonato Nacional Cadete de Boxeo, 2009.
- Medalla de Oro en los Juegos Deportivos Nacionales de Costa Rica, 2008.
- Boxeador del año de Asociación Costarricense de Boxeo (ACOBOX) 2010, 2011, 2012, 2013, 2014 y 2015.

### Títulos internacionales
- Medalla de Oro en Campeonato Continental, 2018. Tijuana, México.
- Medalla de Oro en Campeonato Centroamericano de Boxeo, 2018. San José, Costa Rica
- Entre los mejores 16 del XIX Campeonato Mundial de Boxeo Aficionado, 2017. Hamburgo, Alemania.
- Medalla de Bronce en Campeonato Continental, 2017. Tegucigalpa, Honduras.
- 3.er Lugar en Torneo PreOlímpico de Las Américas. 2016. Buenos Aires, Argentina.
- Medalla de Plata en Torneo Internacional Copa Romana, 2016 República Dominicana.
- Medalla de Oro en Torneo Copa del Pacífico, 2016. Guayaquil, Ecuador.
- Medalla de Plata en Torneo Copa del Pacífico, 2015. Guayaquil, Ecuador.
- 7.ª posición en el XVIII Campeonato Mundial de Boxeo Aficionado, 2015. Doha, Catar
- Medalla de Bronce en el XVII Campeonato Mundial de Boxeo Aficionado, 2013 Almaty, Kazajistán
- Medalla de Bronce en los Juegos Panamericanos del 2015 en Toronto, Canadá
- Medalla de Oro en los X Juegos Deportivos Centroamericanos, 2013. San José, Costa Rica
- Medalla de Oro en Campeonato Centroamericano de Boxeo, 2013. San José, Costa Rica
- 5.º Lugar en Torneo PreOlímpico de Las Américas. 2012. Río de Janeiro, Brasil.
- Medalla de Bronce en Torneo Internacional Batalla del Carabobo, 2012. Carabobo, Venezuela.
- Medalla de Oro en Campeonato Centroamericano de Boxeo, 2012. San José, Costa Rica
- Medalla de Oro en los III Juegos Centroamericanos y del Caribe, 2011. San Salvador, El Salvador.
- Medalla de Oro en los XXI Juegos Centroamericanos y del Caribe, 2011. Mayagüez, Puerto Rico.
- Medalla de Oro en Campeonato Centroamericano de Boxeo, 2011. Nicaragua
- Medalla de Plata en Torneo Copa del Pacífico, 2010. Guayaquil, Ecuador.
- Medalla de Oro en Campeonato Centroamericano de Boxeo, 2010. San José, Costa Rica
- Medalla de Bronce en los IX Juegos Deportivos Centroamericanos, 2009. Panamá

### Otros Reconocimientos
- Mejor Combate del torneo internacional Córdova Cardín, Habana Cuba.
- Boxeador más técnico en Copa del Pacífico 2016
- Premio Colibrí a los atletas olímpicos de año 2016, CONCRC
- Premio colibrí a los atletas olímpicos del año 2013 CONCRC
- Mejor atleta Elite de Costa Rica, Excelencia deportiva 2013 CONCRC
- Boxeador más técnico del campeonato nacional mayor 2013
- Premio colibrí a los atletas olímpicos del año 2012 CONCR
- Abanderado de Juegos panamericanos Guadalajara 2011
- Premio colibrí a los atletas olímpicos del año 2010 CONCRC
- Atleta más destacado del Icoder 2010
- Nombrado-Ciudadano predilecto del C.C.D.R.C
- Ciudadano Predilecto de Cartago por la Municipalidad

## Récord profesional
| Récord profesional | Récord profesional | Récord profesional |
| 1 peleas           | 1 Victorias        | 0 Derrotas         |
| Nocaut             | 11                 | 0                  |
| Decisión           | 6                  | 1                  |
| Empates            | 0                  | 0                  |
| ------------------ | ------------------ | ------------------ |